# Alessandro Giustiniani Longo

Stemma Giustiniani

Il Serenissimo Alessandro Giustiniani Longo (Genova, 1554 – Genova, 1631) fu l'89º doge della Repubblica di Genova.

## Biografia

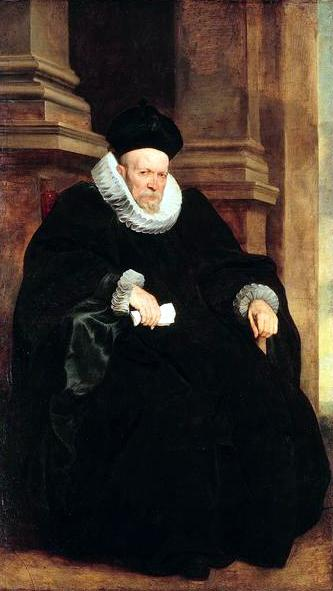
Dipinto del pittore Antoon van Dyck

Figlio di Luca Giustiniani Longo e Manetta Sauli, nacque a Genova nel 1554. Suo padre fu celebre ambasciatore per la Repubblica di Genova alla corte di Filippo II di Spagna e committente dell'omonima villa di Albaro, su progetto di Galeazzo Alessi del 1548, già sede della facoltà di architettura dell'Università degli Studi di Genova.
Dopo aver passato parte della sua giovinezza in mare, tra traffici commerciali e scambi, Alessandro Giustiniani Longo nel 1584 fu arruolato tra i trenta capitani, tutti esponenti della nobiltà, incaricati della difesa delle porte e delle mura di Genova. Avviato ancora alle operazioni bancarie, trattò affari internazionali per circa vent'anni e ricoprì per ben tre volte il ruolo di protettore del Banco di San Giorgio.
Esponente della cosiddetta nobiltà "nuova", venne eletto alla massima carica dogale con le elezioni del 6 aprile 1611: la quarantaquattresima in successione biennale e l'ottantanovesima nella storia repubblicana. Del suo dogato sono ricordate le finali trattative per l'acquisizione del feudo di Sassello, nel ponente ligure, la visita dell'ambasciatore di Persia presso il palazzo Ducale e la morte del potente principe Giovanni Andrea Doria.
Terminato il mandato il 6 aprile del 1613 venne eletto alla carica spettante di procuratore perpetuo. Morì nel capoluogo ligure nel 1631 dove trovò sepoltura nella chiesa di Santa Maria di Castello.